# Joseph Beduwe (Unternehmen)
Joseph Beduwe war ein deutsches Fabrikations-Unternehmen zur Messing- und Glockengießerei sowie zur Herstellung von Feuerspritzen und anderen Wasserpumpen in Aachen und in Lüttich/Belgien.

## Ursprünge
Bereits seit dem 18. Jahrhundert beschäftigte sich die Familie Beduwe, damals ansässig im heutigen Aachener Ortsteil Haaren, mit der Verarbeitung von Kupfer und seinen Legierungen. So auch Peter Joseph Beduwe (1805–1871) (auch Peter Joseph Bedué), der seine Ausbildung zur Kupfer-, Bronze- und Messingverarbeitung im 50 km entfernten Lüttich, wahrscheinlich bei dem 1829 gegründeten Unternehmen Francois Requile, vervollständigte. Mittlerweile verheiratet und im belgischen Aubel wohnend, beantragte er 1837 die Wiedereinreise nach Aachen, die ihm ein Jahr später genehmigt wurde. Am 1. Januar 1840 gründete er hier nun offiziell das Unternehmen „Beduwe“, zunächst als Gelbgießerei (Messingverarbeitung), welche er wenige Jahre später, nachdem er die Zulassung zum Betrieb eines Flammofens und eines Dampfkessels bekommen hatte, um die Bereiche der Glockengießerei und der Fabrikation von Feuerlöschgeräten erweiterte.

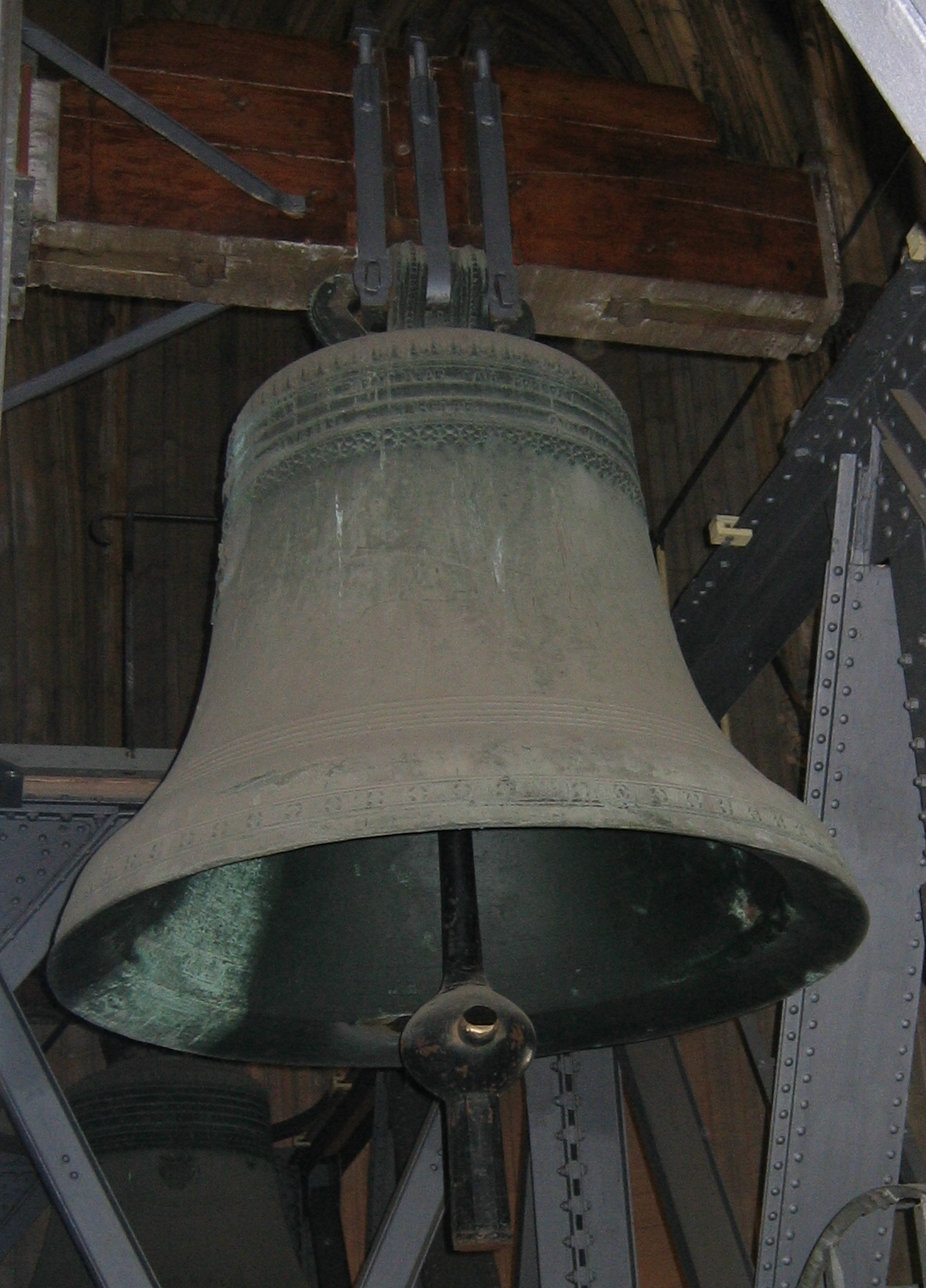
Ursulaglocke der Fa. Beduwe im Kölner Dom

Besonders in diesen Jahren ergingen zahlreiche Aufträge für die Herstellung von Kirchenglocken an das Unternehmen Beduwe. In Aachen selbst wurden beispielsweise die Kirchen St. Martinus, St. Jakob oder die evangelische Dreifaltigkeitskirche mit Glocken des Unternehmens ausgestattet. Weiterhin stammen die Ursulaglocke im Kölner Dom sowie vier Glocken für St. Martinus in Grevenbroich von Beduwe. Ebenfalls stellte das Unternehmen unter anderem je eine Glocke für St. Laurentius in Erkelenz-Houverath, St. Katharina in Kohlscheid und St. Rochus in Zweifall her. Auch im benachbarten Belgien stammen die Glocken „Glaube“, „Hoffnung“ und „Liebe“ in der Friedenskirche sowie „Maria“, „Josef“ und zwei weitere in der St. Josefskirche, beide in Eupen, von Beduwe.
Im Jahre 1860 übernahm Peter Joseph Beduwe nun zunächst erste Anteile an dem Lütticher Unternehmen Requile und zwischen 1864 und 1869 schrittweise deren restlichen Anteile. Mittlerweile Vater von zwei Söhnen, übertrug Beduwe im Jahre 1863 die Lütticher Filiale an seinen ältesten Sohn Caesar Joseph Beduwe (1838–1909), die daraufhin zunächst unter dem Namen „F. Requile, jun. & Beduwe“ lief. Seinen Aachener Betrieb legte er in die Hände seines zweiten Sohnes Johann Hubert Andreas Beduwe (1839–1913) und behielt sich selbst die Gesamtleitung beider Betriebe vor. Erst nach der mittlerweile vollständigen Übernahme des belgischen Geschäftes und nach seinem Tode im Jahre 1871 entstanden zwei eigenständige Betriebe und die offiziellen Firmenbezeichnungen lauteten: „Jos. Beduwe, Feuerspritzenfabrik, Gelb- und Glockengießerei, Aachen“ beziehungsweise „Joseph Beduwé, Feuerspritzenfabrik, Gelb- und Glockengießerei, Lüttich“, also mit dem kleinen Unterschied, dass in der belgischen Schreibweise der Name Beduwé mit einem „accent aigu“ versehen wurde.

## Jos. Beduwé, Lüttich

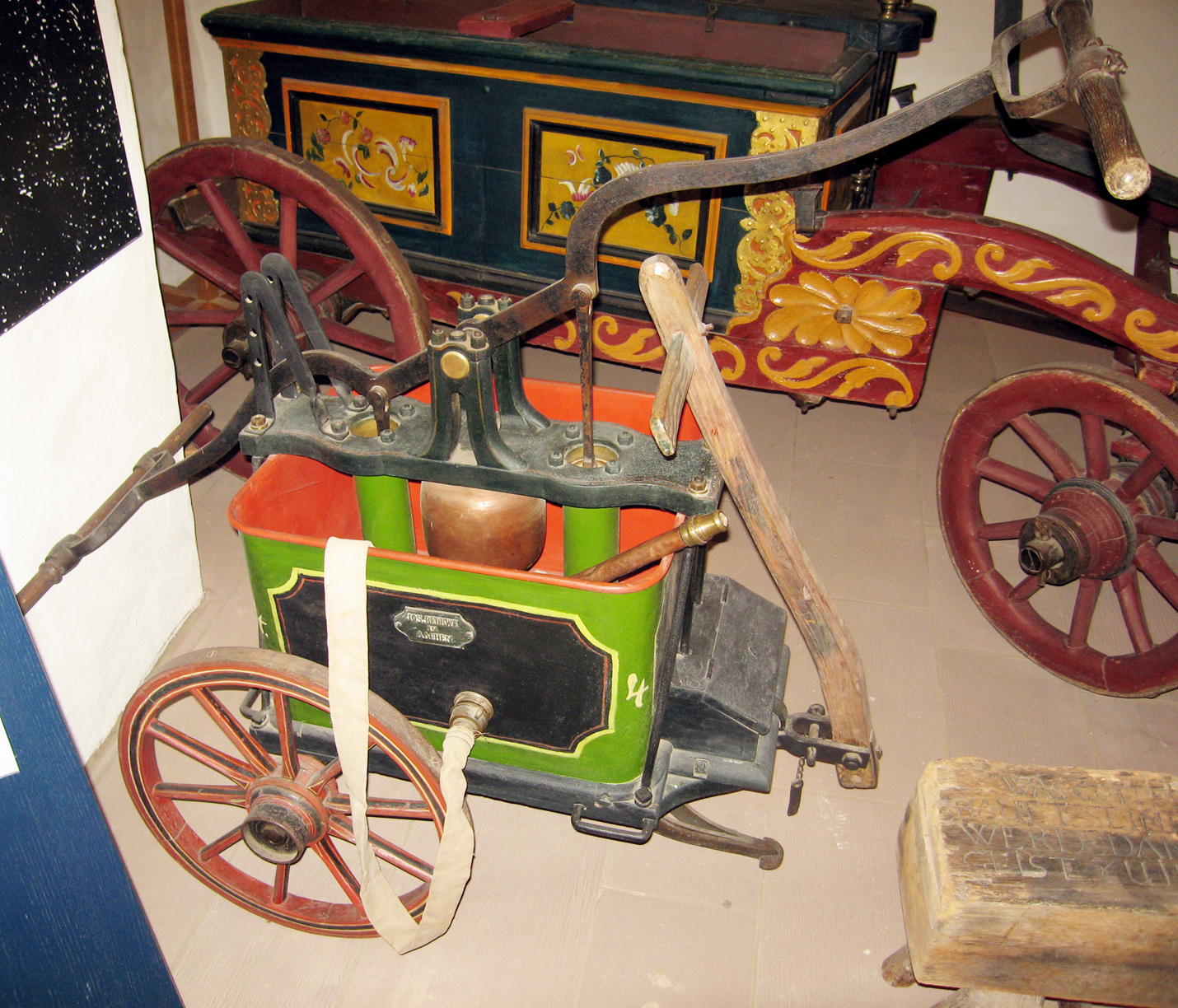
Handdruckspritze des Unternehmens Beduwe, 1862

Bereits in den Anfangsjahren unter Caesar Joseph Beduwé machte das Unternehmen auf sich aufmerksam. So errang es bei einer Messe-Ausstellung in Middelburg/NL einen ersten Preis und eine Goldmedaille für seine Feuerspritzen. Mit diesem Qualitätssiegel konnte das Unternehmen erfolgreich werben und die Verkaufszahlen stiegen in den Folgejahren bis auf 400 Handdruckspritzen pro Jahr. Im Vergleich zu dem nachfolgend beschriebenen Aachener Unternehmen war das Lütticher Unternehmen auf Grund der größeren Platzverhältnisse und besseren Arbeitsbedingungen im Vorteil. Als Generalagentur für ihren Deutschlandvertrieb fungierte dabei das Unternehmen Quack & Dürselen aus Köln.
Ab dem Jahr 1880 erweiterte das Unternehmen sein Angebot mit der Produktion von Wasserpumpen für Gruben und Zuckerfabriken. Diese wurden ebenso wie seine bisher bekannten Produkte auf der Weltausstellung Antwerpen 1885 ausgestellt und prämiert. Bis zum Jahre 1897 konnte das Unternehmen, mittlerweile als „Usines Beduwé, S. A.“ umbenannt und in eine Aktiengesellschaft umgewandelt, bereits mit 25 Medaillen und Ehrendiplomen werben. Im Jahr 1908 wurde der neue Feuerlöscher „Caesar“ vorgestellt, der als Dauerdrucklöscher funktionierte und mittels einer Fahrrad-Luftpumpe betätigt werden konnte. Später erweiterte das Unternehmen seine Produktpalette noch um Automobilspritzen, Lafettenspritzen sowie Kehrmaschinen für die Straßenreinigung. Nach dem Ersten Weltkrieg kamen schließlich noch stationäre Schwengelpumpen für öffentliche Plätze hinzu.
Noch bis zum Jahre 1952 existierte das Unternehmen Usines Beduwé S. A. weiter, doch allmählich verschwand dieses Traditionsunternehmen aus dem Tagesgeschehen.

## Jos. Beduwe, Aachen

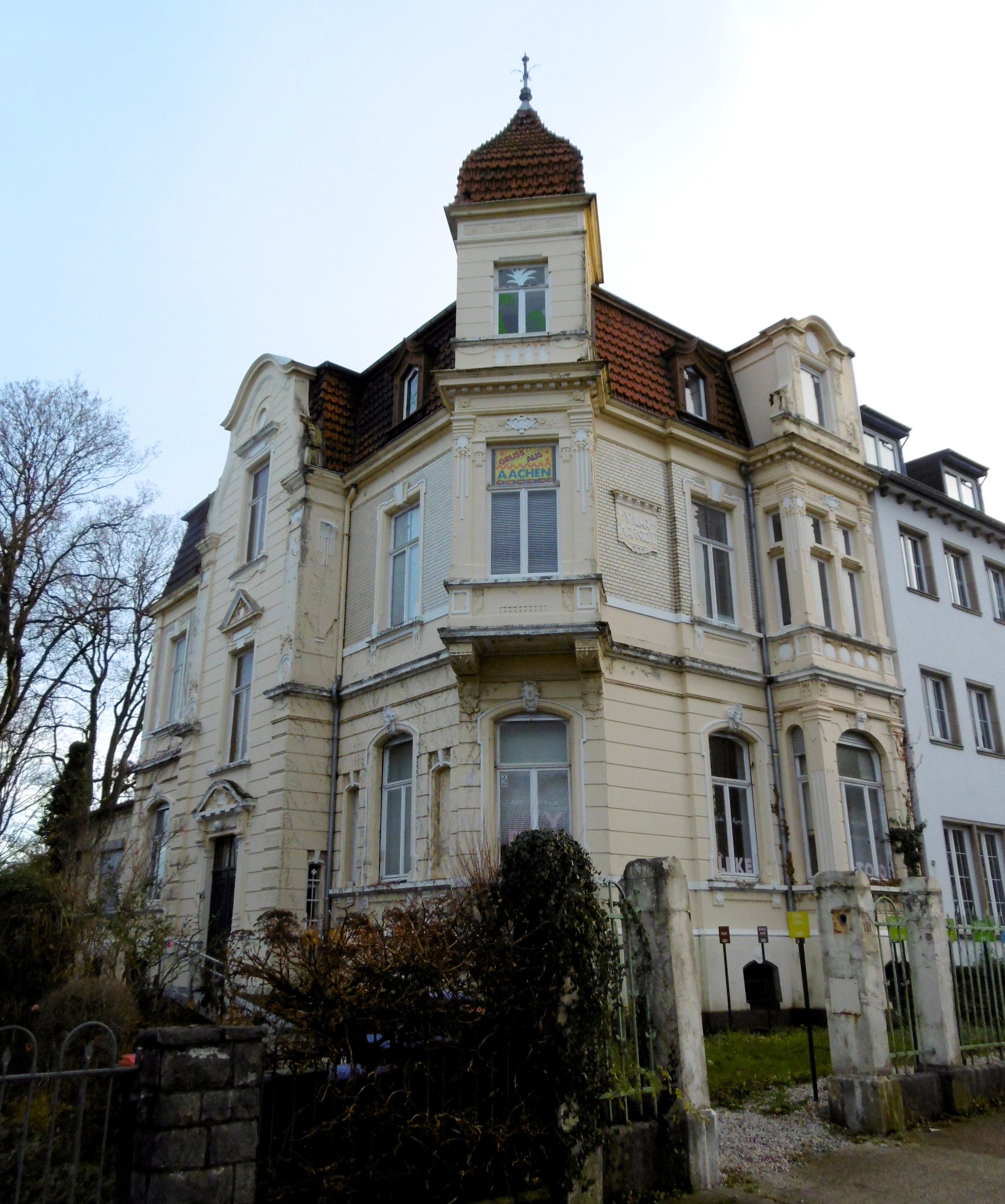
Villa Margot, Wohnsitz in Aachen

Nach der Übernahme des väterlichen Aachener Unternehmens durch Johann Hubert Andreas Beduwe erhielt das Unternehmen einen Dauervertrag als Hauslieferant der Aachener und Münchener Feuerversicherungsgesellschaft, bei welcher es sich um eine Vorläuferorganisation der heutigen AachenMünchener handelte. Diese hatte sich auf Veranlassung ihres Generaldirektors Friedrich Adolph Brüggemann und des Justiziars Robert von Görschen zum Ziel gesetzt, zahlreiche Städte und Gemeinden im Rheinland und auch über die Grenzen des Rheinlandes hinaus mit jeweils einer kostenlosen Feuerspritze auszustatten. Durch diese werbewirksame Aktion konnte der Verkauf von Feuerspritzen schlagartig um 5000 Geräte erweitert werden. Auch mit Hilfe eingebauter Dampfmaschinen konnte die Technik der Pumpen verbessert werden und das Unternehmen dadurch profitieren. So erhielt es beispielsweise 1890 bei der schweizerischen Feuerwehr-Requisitenausstellung ein Ehrendiplom für vorzügliche Konstruktion und große Leistungsfähigkeit seiner Dampffeuerspritze.
Auch der Sohn von Johann Hubert und Unternehmenserbe, Egidius Joseph Beduwe (1866–1942), nebenberuflich noch ehrenamtlicher Branddirektor und Honorar-Dozent an der RWTH Aachen, konnte die hohen Erwartungen trotz beengter Verhältnisse in der Produktionsstätte in der Aachener Wirichsbongardstraße vorerst aufrechterhalten. Letztendlich zwangen ihn diese beengten Verhältnisse aber doch dazu, im Jahr 1925/26 die Fabrikationsanlagen in die so genannte Bleiberger Fabrik, eine ehemalige Spinnölfabrik des Unternehmens Detilleux aus dem Jahre 1881, zu verlagern. Nach dem Zweiten Weltkrieg und dem Tod von Egidius Joseph Beduwe und der Verlagerung des Baus von Feuerlöschfahrzeugen auf die Großindustrie wurden seitdem keine weiteren Aktivitäten des Unternehmens bekannt.
Eine prunkvolle Villa am Stadtrand in der Aachener Lütticher Straße, „Villa Margot“ genannt, welche bis zum heutigen Tage erhalten ist, zeugt von dem einstigen Wohlstand der Familie. In ihren Katalogen oder auch bei der Beschriftung ihrer Produktpalette verwendete das Unternehmen Jos. Beduwe als Markenzeichen eine stilvolle Kartusche, entweder als Rundsiegel oder als gotischer Vierpass, umrahmt mit der Umschrift des alten Aachener Karlslied: „urbs aquensis, urbs regalis“.
Bereits ab dem Firmengründer Peter Joseph Beduwe fanden die Mitglieder der Familie größtenteils in einer Familiengruft auf dem Aachener Ostfriedhof ihre letzte Ruhestätte.